# Los deshabitados
Los deshabitados (1959) es la única novela que el escritor y político boliviano Marcelo Quiroga Santa Cruz publicó en vida.
En 1962, fue galardonada por la Fundación William Faulkner como la mejor novela iberoamericana, convirtiéndose así en la única obra boliviana merecedora de tal premio. Dicha fundación la describió como  "la mejor obra hispanoamericana escrita desde la Segunda Guerra Mundial, y que es hoy un clásico de la literatura boliviana, que figura en las listas de sus libros más representativos”. Coincidentemente, hoy en día es considerada una de las 15 novelas fundamentales de Bolivia. Forma parte de las obras de la Biblioteca del Bicentenario de Bolivia.
Marcelo Quiroga Santa Cruz terminó de escribir Los deshabitados durante el invierno de 1957, a sus 26 años, pero la novela recién salió a la luz en enero de 1959. Sin embargo, esta no fue su primera incursión en la literatura. En 1952 escribió el poemario Un arlequín está muriendo y en 1990 se publicó póstumamente su novela inconclusa Otra vez marzo. El autor también se interesó por el periodismo cultural y la crítica artística. Fundó y dirigió el semanario Pro Arte (1952), la revista Guión (1959), dedicada a la crítica cinematográfica y teatral, y el periódico El Sol (1964). Igualmente, fue delegado boliviano en el Congreso Continental de Cultura (1953) y en el Intercontinental de Escritores (1969). 
La publicación de Los deshabitados coincide con el inicio del Boom de la literatura latinoamericana. Esa misma década autores como Juan Carlos Onetti, Alejo Carpentier, Carlos Fuentes, Julio Cortázar, Mario Vargas Llosa y José Donoso escribieron y publicaron obras ahora consideradas precursoras de este movimiento literario. De hecho, al igual que Los deshabitados, la novela Coronación (1958) de Donoso fue galardonada por la fundación William Faulkner. 
Respecto al génesis de la novela, Quiroga Santa Cruz dijo que su obra “comenzó a vivir bajo la forma de una extraña sensación de melancolía. Un poco después y a pesar mío empezaron a tomar forma, como incubadas en esa luz tediosa y poética, algunas figuras humanas y un perro. Tuve que ponerles un nombre y después seguirlos con una culpable aunque deliciosa docilidad. Eso es todo”.

## Escenario y personajes
La acción de la novela se lleva a cabo en una ciudad no determinada, rompiendo así con el espíritu costumbrista que había caracterizado a las letras bolivianas hasta ese momento. Los personajes son:
- El padre Justiniano, un cura de fe vacilante sumido en sus recuerdos. El crítico boliviano Adolfo Cáceres Romero considera que este personaje encuentra su antecedente en el abate Cenabre de la novela La impostura de Georges Bernanos.
- Fernando Durcot, un hombre de 35 años de edad que se considera a sí mismo escritor pero que, dado su diletantismo, se aferra a un único texto que escribió hace tiempo y que un amigo suyo tradujo al francés.
- María Bacaro, una enfermera y novia de Durcot que cree que encontrará en su relación amorosa una salvación a su soledad, a pesar de que intuye las desventajas de su unión con Durcot.
- Teresa Pardo viuda de Sánchez y Flora Pardo, dos hermanas que han caído en la rutina. Teresa se aferra a las memorias de su esposo y su hijo, ambos muertos. Por su parte, Flor envidia e incluso odia a su hermana, por lo que decide arrastrarla consigo a la muerte.
- Un canario ciego y Muñoz, un viejo perro. Ambos viven con las hermanas Pardo.
- Pablo, un niño que acompaña a las hermanas Pardo en su soledad.
- Luisa, una niña que vive con sus padres, los Garland, ninguno de los cuales disfruta una vida libre de soledad y hastío.

A excepción de los niños Pablo y Luisa, podría decirse que los personajes están deshabitados, como sugiere el título de la novela. En palabras de Jorge Luna Ortuño, son:
"seres aletargados que han perdido las ganas de vivir, o que sólo viven por el hábito de hacerlo, de levantarse temprano en las mañanas para cumplir las miserias de una rutina diaria hasta que la noche los devuelva a su cama confirmados en su sensación de vacío e insipidez". 
Si bien el mundo exterior de los personajes es retratado, en sus palabras y en su relacionamiento con los otros, es su mundo interior el más importante de la narración, el que evidencia su vacío y su monotonía.

## Recepción
Además de haber sido merecedora del premio de la Fundación Faulkner y de ser considerada actualmente como una de las 15 novelas fundamentales de Bolivia, Los deshabitados supuso una ruptura en la historia de la literatura boliviana. El escritor Juan Siles Guevara, autor de Las cien obras capitales de la literatura boliviana, considera que gracias a la novela de Quiroga Santa Cruz, este género pasó de los cauces de la acción al "estudio psicológico de cada una de las criaturas”. Por su parte, el autor boliviano Carlos Castañón Barrientos se refiere a la narración de la novela como una “narración sin acción alguna y referida sólo a lo que sucede en la conciencia de los personajes, sin descripciones de paisajes ni ambientes, pero atenta a los problemas y el destino del hombre sobre la tierra". El reconocido cineasta boliviano Jorge Sanjinés también tildó a la novela como una de las más hermosas producidas en Bolivia.
En el exterior, la obra escrita de Marcelo Quiroga Santa Cruz, tanto ficcional como política, fue alabada por el reconocido escritor mexicano Juan Rulfo, quien conoció al intelectual boliviano en el Encuentro de Escritores Latinoamericanos efectuado en Chile del 18 al 21 de agosto de 1969. En palabras del autor de Pedro Páramo:
"Me impresionó gratamente la persona de Marcelo Quiroga Santa Cruz, tanto por la solidez de sus intervenciones en dicho coloquio, así como la seriedad y certeza con que participaba en los foros de Valparaíso, no solo frente a estudiantes, sino ante todo obreros y los campesinos más pobres de Chile. Era quizá también entre los participantes, uno de los más ecuánimes". 
Igualmente, el escritor argentino Julio Cortázar alabó la obra de Quiroga Santa Cruz, a quien había conocido durante el exilio de éste en México, y alzó la voz en contra de su asesinato en manos de las fuerzas militares bolivianas en 1980.